# 阿尔诺·弗勒昂-狄蒂尔

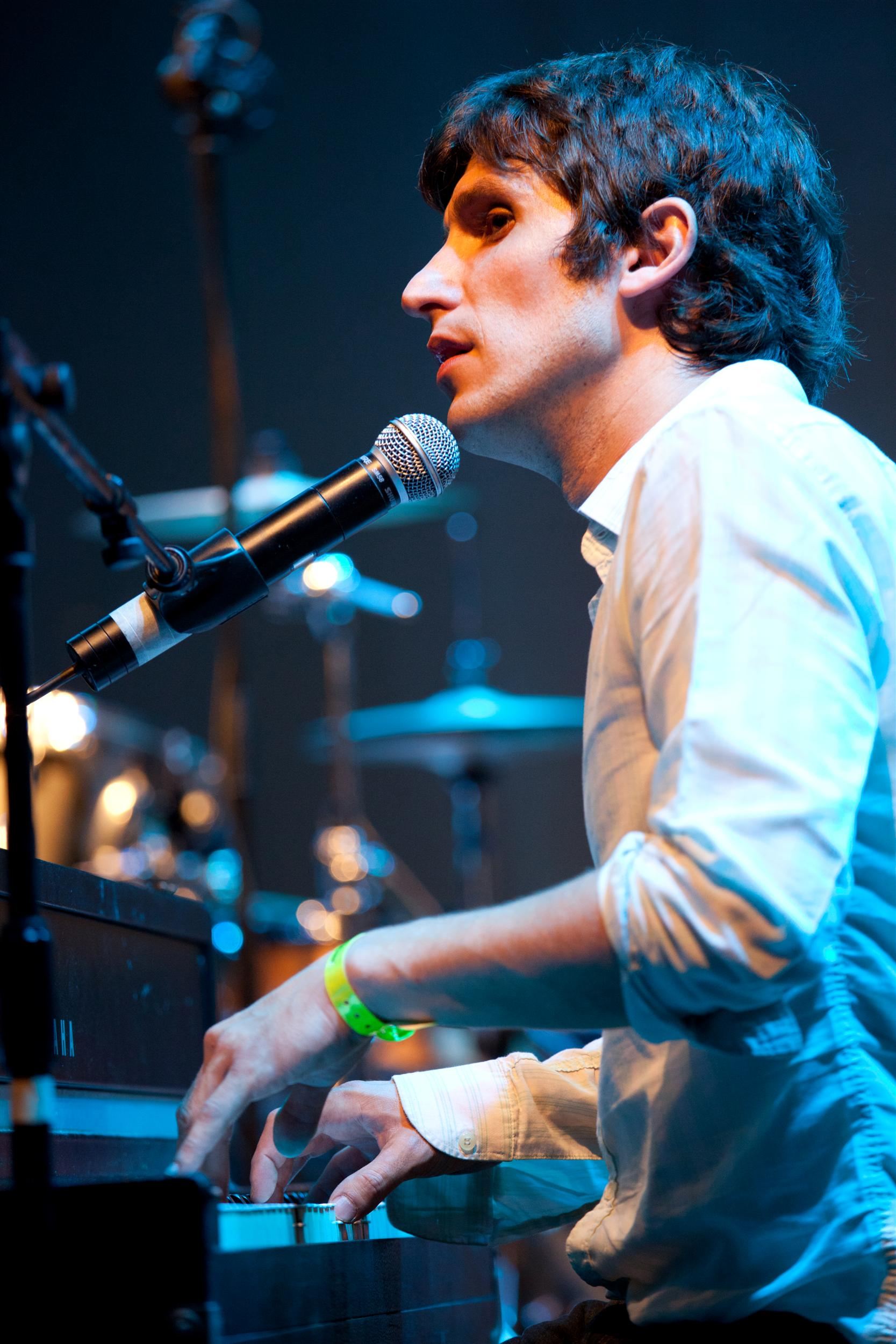

阿尔诺·弗勒昂-狄蒂尔 （Arnaud Fleurent-Didier）（1974年6月26日—），法国歌手兼音乐家。他的音乐穿梭在法国香颂和法国电子风格之间，饶舌、禁忌的歌词撼动人心，像是克制的（Léo Ferré）(法国香颂歌手)或者文艺的（Michel Polnareff）（法国流行摇滚歌手）。他给人这样一种印象：脆弱，爱讽刺、胡思乱想和暴力，沉迷于夜店并且喜欢向人们讲述1968年的五月风暴和法国抵抗运动，以此来忘记如今“完全迷失的”世界。
阿尔诺 弗勒昂-狄蒂尔在2010年8月19日被邀请到纽约现代艺术博物馆演出了最新专辑《La Reproduction》。他
于2010年8月20日和21日分别在纽约布鲁克林的泽布伦和巴黎威廉斯堡的巴尔伯举办了另外两场演出。